# 푸꾸옥 국제공항
푸꾸옥 국제공항(베트남어: Cảng hàng không quốc tế Phú Quốc, 富國國際空港, 영어: Phu Quoc International Airport, IATA: PQC, ICAO: VVPQ)은 베트남 남서부의 끼엔장성 푸꾸옥섬에 있는 국제공항이다. 2012년 12월 2일에 개항했다.

## 역사
과거 푸꾸옥섬에는 중서부의 두옹동(Dương Đông) 시내에 길이 2,128m × 너비 30m의 활주로를 가진 공항이 있었다. 2008년 11월부터 그곳에서 직선거리로 약 7km 남쪽에 8억1천만 달러의 비용을 들여 지금의 공항을 짓기 시작해 2012년 12월에 개장하였고, 옛 공항은 폐쇄하였다.

## 운항 노선

### 국제선
| 항공사         | 도착지                                                                 |
| -------------- | ---------------------------------------------------------------------- |
| 베트남 항공    | 상하이(푸둥), 원저우                                                   |
| 비엣젯 항공    | 서울(인천), 홍콩(첵랍콕)                                               |
| 대한항공       | 서울(인천)                                                             |
| 이스타항공     | 서울(인천) - (2024년 7월 19일 재취항), 청주 - (2024년 7월 20일 재취항) |
| 제주항공       | 서울(인천)                                                             |
| 진에어         | 서울(인천)                                                             |
| 중국동방항공   | 계절편 : 쿤밍                                                          |
| 중국남방항공   | 광저우                                                                 |
| 둥하이 항공    | 계절편 : 선전                                                          |
| 칭다오 항공    | 칭다오                                                                 |
| 오케이 항공    | 난닝                                                                   |
| 방콕 항공      | 방콕(수완나품)                                                         |
| 에어 아시아    | 쿠알라룸푸르                                                           |
| TUI 에어웨이스 | 헬싱키                                                                 |

### 국내선
| 항공사          | 도착지                 |
| --------------- | ---------------------- |
| 베트남 항공     | 껀터, 하노이, 호치민   |
| 비엣젯 항공     | 하노이, 하이퐁, 호치민 |
| 뱀부 에어웨이스 | 하노이                 |